# Famille de Ruffo de Bonneval
 (août 2021).
Si vous disposez d'ouvrages ou d'articles de référence ou si vous connaissez des sites web de qualité traitant du thème abordé ici, merci de compléter l'article en donnant les références utiles à sa vérifiabilité et en les liant à la section « Notes et références ».
La famille Ruffo de Bonneval de La Fare, anciennement appelée Roux, autorisée à changer son nom en Ruffo en 1814, est une famille de la noblesse française, originaire de Marseille, en Provence. Elle est éteinte en France mais subsistante en Belgique.

## Histoire
Selon Artefeuil, la famille Ruffo donna plusieurs branches, à savoir de Lamanon et Aurons, de Beauvezet, de Bonneval de La Fare : "La Maison Roux, des seigneurs de Bonneval, marquis de La Fare, est incontestablement une branche cadette de celle de Ruffi en Latin, ou de Roux des seigneurs de Lamanon, Beauvezet & Aurons, séparée de la branche dite de Lamanon en la personne de Louis Roux, marié à Salon en 1564. Elle fut reconnue anciennement pour noble en Provence, depuis l'assistance de Poncet Ruffi, comme co-seigneur de Lamanon, pour lui & ses hommes, aux états généraux de Provence de 1390, qui a été dans cette province le fondateur de cette famille..." (cf. ARTEFEUIL, Histoire héroïque et universelle de la Noblesse de Provence, Tome troisième, éd. François Séguin, Avignon, 1786, p. 282).
Ch.-L. Salch et A.-M. Durupt dans leur Nouvel Atlas des châteaux et fortifications des Bouches du Rhône retrouvent trace des Ruffi (Roux) de Lamanon en soulignant par exemple qu'en 1371 "Bertrand de Lamanon donne la moitié du fief à son gendre Guillaume Ruffi. En 1481, les Ruffi (plus tard) devenus Roux de Lamanon font restaurer le château et en prêtent hommage à l'archevêque d'Avignon".
Henri Gourdon de Genouillac indique : « par déclaration notariée en date du 6 décembre 1731, François de Roux, seigneur de Beauvezet et de Lamason atteste et reconnait que la famille Roux des seigneurs de Bonneval et la même que la sienne et issue du même tronc ».
Ce rattachement des deux branches avec les Roux de Bonneval est contesté par Monique Cubells dans Les horizons de la liberté qui écrit : « Une famille issue de bourgeois et de négociants marseillais du XVIIe siècle. L’agrégation à la noblesse s’était faite à la faveur de l’achat de la terre de Bonneval et de mariages nobles. Fragile pendant longtemps, elle avait été légalisée par une charge au Parlement en 1694 et un arrêt du Conseil de 1733. Désormais sûrs de leur affaire, les Roux de La Fare se rattachèrent aux Roux de Beauvezet, beaucoup plus anciens qu’eux, avant de regarder du côté des Ruffo d’Italie ».
Dans La noblesse provençale, Monique Cubells indique que  Pierre-Joseph-Hilarion de Roux de Bonneval obtint une confirmation de noblesse en 1732.
La dite confirmation de noblesse de 1732 mentionnée par Monique Cubells est un arrêt du Conseil du Roi en ses Conseils d'État rendu à Compiègne en date du 12 juin 1732 (cf. Archives départementales des Bouches-du-Rhône, fonds du Parlement de Provence, cote B 3407, ff. 895-903), elle-même suivie par des lettres patentes de Louis XV datant du 19 juillet 1733 (cf. Archives départementales des Bouches-du-Rhône, fonds du Parlement de Provence, B 3407, ff. 905-910).
L'arrêt comme la décision du Roi sont univoques : "Confirmons, maintenons et gardons le dit sieur Pierre-Joseph-Hilarion de Roux de Bonneval et de La Fare dans sa noblesse d'ancienne extraction." (cf. Ibid. f. 909).
Par lettres patentes du Roi Louis XV de mars 1768 « d'érection en marquisat de la terre de La Fare pour le sieur Louis-Joseph-Hilarion Roux de Bonneval et de La Fare sous le titre et la dénomination de La Fare », l'autorité royale crée le titre de marquis de La Fare dont la dévolution est régie par la primogéniture masculine stricte, exclusive : "Erigeons, élevons à perpétuité la dite terre de La Fare en titre, nom, prééminence et dignité de marquisat de La Fare pour être à l'avenir tenue et possédée au dit nom, titre et dignité par le Sieur Roux de Bonneval, ses enfants, postérité et descendants mâles, nés et à naître en légitime mariage...". Les dites lettres patentes disposent ainsi sur l'origine de « La Maison Roux de Bonneval, branche cadette de la Maison de Roux Beauvezet, est originaire de Naples où elle portait le nom de Ruffo... ». Les dites lettres patentes et leurs lettres de surannation furent enregistrées auprès de la Cour des comptes, aides et finances de Provence par un arrêt en date du 20 décembre 1788.
En 1787, la Maison des Ruffo de Bonneval de La Fare est admise aux Honneurs de la Cour (cf.CHERIN, Bernard et Louis-Nicolas-Henri, Généalogistes des Ordres du Roi, Mélanges Chérin : Catalogue des entrées de Carrosse du Roi depuis la minorité de Louis XV suivi des listes, correspondances etc… adressées à Chérin pour les Honneurs de la Cour (1715-1789), B.N.F., département des manuscrits, Français 31775 (Chérin 213), f°. 37, "de Ruffo").
Par ordonnance du 26 septembre 1796, Ferdinand IV, Roi de Naples, reconnut au chevalier Charles-Joseph-Marie-Bénigne-Isidore de Roux de Bonneval de La Fare, marquis de La Fare, seigneur de Bonneval, la chose suivante : « Sa Majesté le Roi de Naples, se conformant au jugement rendu par sa chambre royale, reconnaît et accorde de nouveau la naturalisation dans ses royaumes à Don Charles-Joseph-Marie-Bénigne-Isidore, marquis de La Fare, et à sa famille descendant de commune tige de Guillaume Ruffo, comte de Sinopoli, vivant dans le XIVe siècle ». Par cette ordonnance de naturalisation, D. Charles-Joseph-Marie-Bénigne-Isidore, 2e marquis de La Fare, obtint le droit de substituer le nom de Ruffo à "Roux (de)".
Jean-Baptiste Jullien de Courcelles, généalogiste honoraire de Louis XVIII, écrit dans sa notice historique et généalogique consacrée à la Maison Ruffo de Bonneval de La Fare in Histoire généalogique et héraldique des pairs de France, des grands dignitaires de la couronne, des principales familles nobles du royaume et des maisons princières de l’Europe, précédée de la généalogie de la maison de France, la chose suivante au sujet de Guillaume Ruffo di Calabria, comte de Sinopoli : "Guillaume Ruffo, Ier du nom, seigneur della Riccia, puis comte de Sinopoli, apanagé d'une partie des biens de la succession de son père, en 1312, fut Chambellan du Roi Robert et Grand-Ecuyer de Charles, duc de Calabre, fils de ce prince, ainsi que le prouvent les lettres patentes du 4 avril 1317. Lors de la reversion à la Couronne de la baronnie de Sinopoli, par la mort sans enfants de Perrin Ruffo, le Roi Robert, par lettres patentes du 7 septembre 1333 en fit don à Guillaume Ruffo, en considération des grands services qu'il avait rendus à la Couronne, ainsi qu'au duc de Calabre. Peu d'année après, cette baronnie fut érigée en titre de comté (Arch. Royales de la Zecca, reg. L. D., fol. 3).".
Pour une étude approfondie des Ruffo di Calabria, tout particulièrement de la branche des comtes de Sinopoli, on se reportera avec intérêt aux travaux de Sylvie Pollastri ; enseignant-chercheur en Histoire, titulaire d'une thèse de doctorat soutenue en 1994 à l'Université Paris X sous la direction de M. Henri Bresc portant sur la noblesse napolitaine sous la dynastie angevine (1268-1435). Outre sa thèse de doctorat, on renverra le lecteur vers "Les Ruffo di Calabria sous les Angevins : Le contrôle lignager (1268-1435)", in Mélanges de l'École française de Rome, Moyen Âge, Tome 113, no 1. 2001. p. 543–577 ou encore vers son article consacrée à l'aristocratie comtale sous les Angevins.
Par ordonnance de Louis XVIII en date du 13 décembre 1814 "Le Sr Louis Marie Joseph Hilarion Ruffo ou de Roux, marquis de La Fare, seigneur de Bonneval, lieutenant de nos gardes, chevalier de l'Ordre royal et militaire de Saint Louis, chevalier non profès de l'Ordre de Saint Jean de Jérusalem et de la Légion d'Honneur, à jouir en France des bénéfices du diplôme du Roi Ferdinand IV, Roi de Naples et de Sicile, du 24 septembre 1796, qui le remet en possession du nom de Ruffo, comme étant celui de ses ancêtres, originaires de ses États." (cf. Bulletin des lois du royaume de France, 5e série, tome second, contenant les lois et ordonnances rendues pendant le second semestre de l'année 1814, Imprimerie royale, Paris, janvier 1815, p. 615).
Cette autorisation, par ordonnance de Louis XVIII en date du 30 août 1815 "est étendue à toute la famille dont le chef est le Sr Charles de Roux, marquis de La Fare, capitaine de nos vaisseaux, chevalier de l'Ordre royal et militaire de Saint Louis, auquel ledit diplôme, du 23 septembre 1796 avait été accordé par S.M. le Roi Ferdinand IV de Naples." (cf. Bulletin des lois du royaume de France, 7e série, tome 1er, contenant les lois et ordonnances rendues pendant le second semestre de l'année 1815, Imprimerie royale, Paris, février 1816, p. 187).
F. de Saint-Simon et É. de Séréville dans le Dictionnaire de la noblesse française (page 885) écrivent : « de Ruffo de Bonneval de La Fare (olim Roux). Condamnée à l'amende lors de la recherche de noblesse de 1669, anobli et confirmée le 29 juillet 1732 et 19 juin 1733 ».
Régis Valette écrit dans Catalogue de la noblesse française subsistante : « Anobli (confirmé) en 1732, marquis en 1768 ».
Henry de Woëlmont, dans Notices généalogiques : Quatrième série, écrit que d'après l'Histoire véridique de la noblesse de Provence « Nicolas Roux, sgr de Bonneval, habitant de Marseille, son fils, ainsi que Pierre et François Roux de Bonneval payèrent l'amende comme faux nobles en 1667. Mais Pierre-Hilarion, petit-fils de Nicolas, obtint en 1733 un arrêt de réhabilitation ou reconnaissance de noblesse ».
Les auteurs de L'Anoblissement en France, XVe siècle - XVIIIe siècle : théories et réalités (université de Bordeaux III, centre de recherches sur les origines de l'Europe moderne, 1985, page 152), écrivent : « Il semble que les Roux aient suivi la voie de l’agrégation à la noblesse consistant à obtenir des reconnaissances de noblesse ou des lettres de réhabilitation plutôt que des lettres d'anoblissement auxquelles ils pouvaient prétendre dès 1694 pour une charge au parlement de Provence...».
Houtart dans Anciennes familles de Belgique (2008, p. 413-414 [anno 1661]) fait remonter cette famille à Nicolas Roux qui se marie en 1661, première mention de cette famille. Son petit-fils Pierre Hilarion de Roux de Bonneval est confirmé dans sa noblesse en 1732 et créé marquis de la Fare en 1768 par le roi Louis XV.
Duerloo/Janssens (Armorial de la noblesse belge, 1992, tome N-Z, p. 402–403) ne mentionne pas 1732 mais confirme la concession de titre de marquis en 1768, titre transmissible par primogéniture masculine.
L'État présent de la noblesse belge (1997, p. 337) commence aussi l'introduction sur cette famille concernant les diplômes anciens avec 1768 [et donc pas 1732].
Il est cependant important de préciser qu' "Accasse Roux acheta le fief de Bonneval en 1661 de M. de Lauris, seigneur de Taillade, & en fit hommage au Roi en 1668 pardevant la Chambre des Comptes où l'on trouve depuis cette époque les différents hommage du dit Acace. En 1666, il passa quittance publique à François Roux son cousin, seigneur de Lamanon, de telle somme qui restait encore due, pour la légitime de son grand-père Louis Ruffi sur les biens de Jean Ruffi son père & Jeanne Guiramande sa mère dont procès avoit resté pendant entre les deux familles jusqu'à ce terme." (cf. ARTEFEUIL, Histoire héroïque et universelle de la Noblesse de Provence, Tome troisième, éd. François Séguin, Avignon, 1786, p. 284).
Son fils, Nicolas, fut en revanche "attaqué par le Fermier du Roi pour le droit de franc-fief sur la terre de Bonneval peu de temps avant sa mort ; d'après la requête de Lucrèce de Valbelle, sa veuve, tutrice et administratrice des biens de son fils Joseph-Benoît, présentée à M. de Morant, Intendant de Provence. Ledit Intendant rendit son jugement définitif en 1681 en faveur du dit Joseph-Benoît, dans lequel sont relatés tous les titres qui justifient sa descendance & filiation, de Jean Ruffi, co-seigneur de Lamanon en 1503." (cf. Ibid. p. 285).
On trouvera par ailleurs une retranscription, que ce soit de la totalité des preuves, actes, titres justifiant la descendance, la filiation et la noblesse des Roux de Bonneval de La Fare (de) dans le dossier d'admission dans l'Ordre de Malte de Marie-Louis-Joseph-Hilarion de Roux de La Fare. Outre ces preuves, le dossier contient une retranscription du jugement de déchargement du paiement du droit de franc-fief pour la terre de Bonneval. Sur les allégations de condamnation en 1669 pour usurpation de noblesse, les enquêteurs relèvent l'identité de famille entre les (de) Roux de Bonneval de La Fare et les (de) Roux de Beauvezet et de Lamanon, qui furent non seulement maintenus dans leur noblesse mais qui comptèrent également des chevaliers dans l'Ordre de Malte (cf. Archives départementales des Bouches du Rhône, 56 H 570, dossier numéro 395).
Les archives départementales des Bouches-du-Rhône, dans le fonds du Parlement de Provence, conservent sous la cote B 3313-6326 les lettres patentes autorisant Nicolas de Roux à exercer conjointement ou séparément les offices de lieutenant général civil et criminel et de lieutenant particulier assesseur en l'amirauté de Marseille ; Saint-Germain-en-Laye, 27 janvier 1675 (f° 106). - Provisions de l'office de lieutenant général civil et criminel en l'amirauté de Marseille en faveur dudit Nicolas de Roux : Paris, 5-13 décembre 1674 (f° 108).
Le 27 mars 1676, Le Parlement de Provence rend un arrêt invitant Lucrèce de Valbelle, veuve de Nicolas de Roux, seigneur de Bonneval, à se pourvoir devant le roi pour résigner l'office de lieutenant général de l'Amirauté précédemment exercé par son mari et prescrivant que les fonctions en seront remplies, en attendant, par un des suppléants du défunt. (cf. Archives départementales des Bouches-du-Rhône, Fonds de l'Amirauté de Marseille et des mers du Levant, cote 9 B3, f° 20 v°).
Nicolas de Roux, seigneur de Bonneval, à l'image de son père Acace, comme tous ses descendants après lui, prêta hommage au Roi Louis XIV pour la terre de Bonneval pardevant la Cour des comptes, aides et finances de Provence le 20 avril 1671 (cf. Archives départementales des Bouches-du-Rhône, cote B 796). Son fils, Joseph-Benoît de Roux, offrit au Roi pardevant la dite Cour des Comptes le dénombrement de sa terre de Bonneval, le 22 avril 1694 (cf. Courcelles, op. cit..).

## Personnalités
- Pons Ruffi (en français, Roux), seigneur de Lamanon et de Beauvezet. Il épousa le 1er mai 1387 dame Caterinette Ruffo sa cousine, fille du chevalier Guillaume Ruffo (ou Ruffi, en Provence) et de dame Catherine d'Allamannon[10].
- Son petit-fils Jean II Ruffi  fut co-seigneur de Lamanon et d'Aurons. En 1476 il se marie [10]  à noble Thomine Biehs "filiae nobilis viri Johannis granaterii Tarasconis".
- Louis Ruffi  des seigneurs de Lamanon, devenu Roux, en 1537 (édit de Villers-Coterets imposé par François 1er), fils de Jean III Ruffi et petit-fils de Jean II Ruffi, fut militaire de cavalerie pour le Roi de France; il participa aux campagnes de Piémont et de Picardie. En 1564 il épousa Melchionne de Rez, et s'établit avec sa famille à Marseille où il commença une activité de négoce et y mourut en 1583[10]. Louis Ruffi eut de sa femme un fils, Pierre, et une fille Agathe, morte en bas âge.
- Son petit-fils Accasse (de) Roux, premier seigneur de Bonneval, fils de Pierre, épousa en 1626 Clere Olive à Marseille (mar. religieux 1627 ND des Accoules). Il délaissa l'activité familiale de négoce pour devenir Avocat au Parlement. En 1668, il prête hommage pour la terre et seigneurie de Bonneval.
- Son fils Nicolas de Roux fut deuxième seigneur de Bonneval et premier échevin de Marseille. Il épouse en 1661 Lucrèce de Valbelle, fille d'Antoine seigneur de Montfuron. Par diplôme du 5 décembre 1674 signé par le Comte de Vermandois Amiral de France, il est nommé aux charges de "Conseiller de Sa Majesté et Lieutenant-général civil et criminel au siège de l'Amirauté de Marseille".
- Son fils Joseph-Benoît de Roux, seigneur de Bonneval, figure en 1693 sur la liste des nobles possédant fiefs à Marseille requise par le Roi Louis XIV [11]. En 1694, il est conseiller du Roi au Parlement de Provence. Il épousa en 1700 Julie-Adélaïde de Forbin d’Oppède, fille de Jean-Baptiste, 1er marquis d'Oppède et seigneur de La Fare. De son beau-frère Jean-Baptiste Henri, 2e marquis d'Oppède, Joseph-Benoît acquiert la seigneurie de La Fare en 1712 et prête hommage au Roi pour cette terre en 1717.
- Son fils Pierre-Joseph-Hilarion de Roux, 4ème seigneur de Bonneval, 1er marquis de La Fare, est Lieutenant-colonel d'infanterie, commandant des gardes-côtes de Marseille, Chevalier de l'Ordre Royal et Militaire de Saint-Louis, est confirmé [10] dans sa noblesse par un arrêt du Conseil du Roi en ses Conseils d'État rendu à Compiègne en date du 12 juin 1732 ainsi que par lettres patentes de Louis XV en date du 19 juillet 1733[12]. Il reçoit le titre de marquis de La Fare par lettres patentes de 1768, titre confirmé par lettres de surannation en 1787[13]. Ce titre a été dument enregistré auprès de la Cour des comptes, aides et finances de Provence par un arrêt en date du 20 décembre 1788. Il épousa en 1733 Marie-Elisabeth du Trousset d’Héricourt.
- Son fils Charles-Joseph-Bénigne-Isidore de Roux, 5ème seigneur de Bonneval, marquis de La Fare, ancien lieutenant de vaisseau, premier consul d’Aix, syndic de la noblesse de Provence en 1774, fit reconnaître par la chambre royale de Sicile en 1796 sa descendance des Ruffo de Calabre depuis 1325[12]. Il épouse en 1768 Angélique de Vento des Pennes.
- Son fils Marie-Louis-Joseph-Hilarion de Ruffo, marquis de La Fare, officier d'infanterie, Maréchal de camp, Chef d'état-major du Ministère de la Guerre, Chevalier de l'Ordre Militaire et Royal de Saint-Louis, etc  est autorisé par ordonnance royale de 1814 à substituer le nom de Ruffo à celui de Roux[12]. Il se marie à Constance (Autriche) avec Pauline, fille du marquis de Saint-Phalle, en 1795. Décédé à Aix (Provence) en 1850, il laissa de son union avec Pauline de Saint-Phalle deux enfants :
- Son fils Louis-Sixte, comte de Ruffo - La Fare, fut officier d'infanterie. Nommé capitaine, il décède plus tard à la bataille d'Alger, dans une embuscade en 1830.
- Sa fille, Marie-Gabrielle-Amélia,  épousa en 1824 Lodoïx de Gombert, fils de Jean-Joseph-Laurent, d'une des plus anciennes familles de la Noblesse provençale. Après de brillantes études de Droit, Lodoïx devint Magistrat (démissionnaire en 1830) avant d'exercer la profession d'Avocat. En récompense des services rendus à l'Église, il fut élevé à la dignité de chevalier de l'Ordre de Saint Grégoire Le Grand. Dans les années 1860, Lodoïx fit acte de relief des titres de la branche aînée de la Maison de Gombert, définitivement éteinte en 1887. De cette prolifique union descendent, par exemple, les lignées des marquis de Gombert, des barons de Gombert ainsi que celle des vicomtes de Salve-Vachères.
- La lignée des marquis de La Fare est assurée par son cousin, le marquis P.-J.-Hippolyte de Ruffo - Bonneval, chevalier de St Louis, capitaine de frégate, marié à Benjamine-Adélaïde de Montgrand. Il est le fils de P.-R.-B.Mériadec comte de Ruffo - Bonneval, chevalier de St Louis et de Cincinnati, chef de division et major-général de la Marine et des escadres à Toulon, ayant commandé la frégate l'Alcmène dans la flotte d'expédition dirigée par l'amiral comte d'Estaing lors de la guerre d'indépendance des États-Unis Société des Cincinnati.
- Jean-Baptiste Marie Scipion Ruffo de Bonneval
- Sixte Louis Constant Ruffo de Bonneval

Les Ruffo de Bonneval-La Fare, éteints en France depuis 1943 en la personne d'Henri (branche Ruffo, de St. Tropez), fils du comte Roger de Ruffo-Bonneval, officier au Saint-Siège, sont admis dans la noblesse belge en 1902 avec titre de marquis. L'état civil de Belgique les mentionnent sous le nom : Ruffo de Bonneval de La Fare des comtes de Sinopoli de Calabre.

## Armes
- D’argent à 3 pals de gueules et à la bande d’azur chargée de 3 besants d’or brochant sur le tout (armes indiquées par Chérin / 1780).
- Écartelé : aux 1 et 4, coupé emmanché d’argent et de sable (Ruffo de Calabre) ; aux 2 et 3, d’argent à 3 pals de gueules et à la bande d’azur chargée de 3 besants d’or brochant sur le tout (Roux de Lamanon).

## Alliances
Les principales alliances de la famille sont : d’Aiguières, de Porcelet, de Guiramande, Emeric, Olive, de Valbelle de Montfuron, de Villages, de Sommaty, Savignon, de Renaud d'Aleins, de Forbin d’Oppède, du Trousset d’Héricourt, de Vento des Pennes, de Saint-Phalle, de Saint-Jacques, de Gombert, de Montgrand, Lasalle, André van Rode, de Kerchove de Denterghem, Gillès de Pélichy, du Bois d'Aische, Beaufaux, de Terwangne, de Theux de Meylandt et Montjardin, Plissart de Brandignies, de Liedekerke de Pailhe, von Twyckel von Aretin, de Looz-Corswarem, de Geradon, Wahis, de Kerchove d'Exaerde, Tyrel de Poix, Bosteels, Renkin, Delvaux de Sayve, de Surian, de Boyer de Fonscolombe, Cantillon de la Couture,...